# Сорокин, Илья Юрьевич
Илья Юрьевич Сорокин (род. 29 июля 2001, Москва, Россия) — российский профессиональный баскетболист, играющий на позиции центрового.

## Карьера
Сорокин является воспитанником баскетбольной СДЮСШОР №1 города Химки. В сезоне 2016/2017 Илья вошёл в состав команды «Химок», выступающей в Первенстве России ДЮБЛ, а в сезоне 2018/2019 начал выступать за «Химки-2» в Единой молодёжной лиге ВТБ.
В первенстве ДЮБЛ 2018/2019 Сорокин стал серебряным призёром и вошёл в символическую пятёрку «Финала восьми» как «Лучший центровой».
В свой дебютный сезон в молодёжном чемпионате Сорокин показал статистику в 11,2 очка, 5,2 подбора и 1,4 передачи. В мае 2019 года «Химки-2» стали чемпионами молодежной Лиги ВТБ, а Илья был признан MVP «Финала Восьми» и вошёл в символическую пятёрку. В трёх решающих матчах он отметился средними показателями в 18 очков, 4 подбора, 0,7 передачи и 18,7 балла за эффективность действий.
В сезоне 2018/2019 Сорокин успел попробовать свои силы в фарм-клубе баскетбольного клуба «Химки», выступающем в Суперлиге-1. В «Химках-Подмосковье» Илья стал одним из самых молодых игроков в составе. В 11 матчах он сумел отметиться средней статистикой в 3,5 очка и 1,5 подбора за 8 минут на паркете.
В сентябре 2019 года Сорокин подписал 3-летний контракт с «Нижним Новгородом». Илья привлекался к тренировкам и матчам основной команды, однако выступал в основном за молодёжную команду «Нижний Новгород-2».
Большую часть сезона 2019/2020 Сорокин выступал за «Нижний Новгород-2» в Единой молодёжной лиге ВТБ. В 23 играх Илья набирал 18,7 очка, 7,4 подбора, 1,6 передачи и 20,3 балла за эффективность действий. В составе основной команды Сорокин принял участие в 3 матчах Единой лиги ВТБ, где отметился статистикой в 1,7 очка, 0,3 подбора и 0,3 передачи, и в 1 матче Лиги чемпионов ФИБА.
В сезоне 2020/2021 Сорокин стал лидером Единой молодёжной лиги ВТБ по очкам (17,0), подборам (9,2) и эффективности (20,2). Самым успешным матчем Ильи стала игра против «Пармы-М» 23 ноября 2020 года. За 33 минуты на площадке Сорокин набрал 33 очка, 11 подборов, 3 передачи, 3 перехвата и 1 блок-шот. При этом, Илья не совершил ни одного промаха — 11/11 с игры, 5/5 трёхочковые и 6/6 штрафные. По итогам матча Сорокин получил 48 баллов за эффективность, что стало рекордом сезона.
В марте 2021 года Сорокин вошёл в число 10 самых результативных баскетболистов в истории Единой молодёжной лиги ВТБ. Илье потребовалось 90 игр, чтобы оказаться в ТОП-10.
По итогам регулярного сезона Единой молодёжной лиги ВТБ 2020/2021 Сорокин был включён в символическую пятёрку.
В августе 2021 года Сорокин перешёл в «Менорку».
В июле 2023 года Сорокин вернулся в «Химки».

## Сборная России
В августе 2016 года Сорокин выступил за юношескую сборную России на чемпионате Европы (до 16 лет). Заняв последнее 16 место, сборная России вылетела в дивизион В Первенства Европы. В 8 играх турнира Илья показал статистику в 4,8 очка, 3,4 подбора и 1,3 передачи.
В мае 2021 года Сорокин принял участие в просмотровом лагере для кандидатов в сборную России.
В июле-августе 2021 года, в составе сборной России (до 20 лет), Сорокин принял участие в Еврочелленджере.

## Достижения
- Серебряный призёр Суперлиги: 2023/2024
- Бронзовый призёр Суперлиги: 2024/2025
- Чемпион Единой молодёжной лиги ВТБ: 2018/2019
- Бронзовый призёр Единой молодёжной лиги ВТБ: 2020/2021
- Серебряный призёр ДЮБЛ: 2018/2019